# Liste des voyages du Capitaine Flam
Cette page présente les résumés détaillés des treize voyages effectués par le Capitaine Flam et ses compagnons dans la série d'animation réalisée dans les années 1970 par Toei Animation et diffusée en Europe dans les années 1980.

## Premier voyage:L'Empereur de l'espace
Un bandit qui se fait appeler « L'Empereur de l'espace » utilise une technique permettant de faire rétrograder l'être humain à son ancêtre du paléolithique. Il fait aussi usage d'un appareil qui, en distendant les atomes entre eux, lui permet d'être invulnérable. Il veut prendre le pouvoir sur la planète Dénef (capitale : Mégara), avec l'aide des extraterrestres autochtones. Le Capitaine Flam va tenter de faire obstacle à ses plans.

## Deuxième voyage:Les Cinq Mines de gravium
Un bandit qui se fait appeler « Wrackar » veut détruire les cinq mines dont on extrait le gravium, un métal très précieux. Le Capitaine Flam va tout tenter pour éviter que Wrackar ne réussisse ses plans. Au cours de cette aventure, le capitaine sera amené à découvrir l'existence d'une civilisation sous-marine sur la planète Bama.

## Troisième voyage:Départ pour le passé
Alors qu'il pilote son Cyberlab dans la ceinture d'astéroïdes entre Mars et Jupiter, le Capitaine Flam reçoit un étrange message d'un vieil homme demandant du secours à des hommes du futur, et expliquant avoir besoin d'aide face à la destruction imminente de la planète Katan. On découvre que ce message a été émis il y a 100 millions d'années dans le passé, à l'époque du crétacé albien. Avec son équipage composé de Crag, Mala, le professeur Simon, Limaille et Frégolo (Johann étant restée sur Terre), le Capitaine Flam entreprend de remonter à cette lointaine époque grâce à une machine à remonter le temps, à la recherche de la planète Katan…

## Quatrième voyage:Le Créateur Universel
La planète Laguna doit être évacuée d'urgence, car ses réserves d'oxygène s'épuisent dangereusement. Ce n'est pas la première fois qu'un tel phénomène se présente. Pour résoudre ce fâcheux problème, le Capitaine Flam part à la recherche du « Créateur Universel », une technologie qui permettrait la maîtrise et le contrôle de n'importe quelle matière. Flam demande au professeur Simon de modifier le Cyberlab pour visiter la très lointaine constellation du Sagittaire qui, selon la légende, abriterait cette merveille…

## Cinquième voyage:L'Univers parallèle
L'un des plus dangereux criminels de l'univers vient de s'échapper d'une prison intersidérale. Il s'agit de Kahlon, un homme d'une grande intelligence, par ailleurs fils de l'assassin des parents du Capitaine Flam. Ce dernier met donc un point d'honneur à le capturer. Il apprend que Kahlon a découvert un univers parallèle dans lequel il voyage grâce à un étrange vaisseau spatial fabriqué par un scientifique aujourd'hui décédé. Ne sachant où chercher son ennemi, Flam et son équipage se rendent sur la planète Ariel où travaillait ce savant…

## Sixième voyage:Le Secret des sept pierres
Au musée de la Galaxie, un archéologue revenant d'une expédition sur la planète Alveola examine l'une des sept Pierres de l'Espace. Une légende raconte qu'une fois rassemblées, ces pierres révéleront le secret de l'Univers Parallèle. Tandis qu'il assiste à une représentation du Cirque Galactique, le Capitaine Flam retrouve son vieil ennemi Kahlon, toujours vivant. Une course s'engage entre les deux hommes pour récupérer les pierres et tenter de décrypter leur étrange secret…

## Septième voyage:La Planète noire
Le Capitaine Flam se donne pour mission de lutter contre le professeur Zarro qui, faisant observer qu'une mystérieuse planète noire se dirige vers la Terre, ordonne que le pouvoir absolu lui soit accordé en échange de son aide.

## Huitième voyage:La Révolte des prisonniers
Sur Terre, un vaisseau s'apprête à décoller dans le plus grand secret. À son bord, de dangereux criminels qui doivent être conduits dans une prison secrète très éloignée. Le Capitaine Flam, ayant eu vent de ce départ, décide avec son équipage de prendre part à cette dangereuse mission. En effet, il flaire une mutinerie de la part des prisonniers et veut être sur place pour intervenir au plus vite en cas d'urgence. Mais, malgré toutes ces précautions, les prisonniers parviennent à se libérer…

## Neuvième voyage:Silence, on tourne!
Un appel est lancé pour trouver un sosie du Capitaine Flam, afin de tourner un film sur sa vie et ses actions. Il soupçonne le producteur du film, John Valdean, de se servir de ce prétexte dans le but de se rendre sur une planète riche en mines de diamants. Il convoiterait la concession de ces mines contre la volonté des habitants.

## Dixième voyage:La Comète de Halley
Le Capitaine Flam explore avec ses compagnons la comète de Halley, dans laquelle se trouve une civilisation composée d'êtres vivants électriques.

## Onzième voyage:La Source de l'immortalité
Un certain « Empereur de l'Immortalité » détient une eau qui garantit la vie et la jeunesse éternelles. Il envoie des pourvoyeurs sur toutes les planètes pour y vendre à prix d'or son élixir. Mais la prise de cette eau doit être très régulière (avec paiements élevés), sinon le manque provoque la mort. Le Capitaine Flam est chargé par le Président du Gouvernement intersidéral de le retrouver pour mettre un terme à cet odieux trafic.

## Douzième voyage:Les Semeurs de givre
Le Capitaine Flam est sollicité pour venir en aide aux habitants de la planète Tarust, située dans un univers parallèle. Bien qu'ayant connu dans des temps anciens un essor considérable, elle subit aujourd'hui une régression générale. De plus, ses habitants sont menacés par d'étranges ennemis, les « Semeurs de givre ». Le Capitaine Flam accepte de partir pour Tarust et se fait passer pour Kafoul, un héros légendaire qui lui ressemble beaucoup…

## Treizième voyage:La Caverne de vie
Au cours de fouilles archéologiques sur la planète Titania, le Capitaine Flam et ses amis découvrent le terrible secret d'une ancienne race extraterrestre, aujourd'hui disparue : ils découvrent une pierre contenant un message codé qui révèle l'existence et le lieu de la « Caverne de vie », un laboratoire permettant de maîtriser l'évolution des espèces. Deux aigrefins, Norton et Winter, volent le Cyberlab et enlèvent Joan et Ken : ils veulent découvrir à leur seul profit le secret de la Caverne de vie.

## Épisode hors série:Course à travers le système solaire
Il s'agit d'un épisode hors série de 45 minutes découpé en deux parties. Il est disponible en DVD en France, bien qu'il n'ait pas été diffusé dans le cadre de la série lors de sa sortie originale. De ce fait, les acteurs qui doublent la version française ne sont pas les mêmes que ceux de la série télévisée.
Des vaisseaux spatiaux disparaissent mystérieusement dans l'espace. Le Capitaine Flam se fait passer pour un jeune pilote afin d'enquêter sur cet étrange phénomène. Il découvre alors qu'un grand complot se prépare, menaçant tout le système solaire. Il combat les Pirates de l'espace.